# Krasnov (Mondkrater)
Krasnov ist ein Einschlagkrater am äußersten westlichen Rand der Mondvorderseite, am südlichen Ende der Montes Cordillera, südlich des Kraters Eichstadt und südöstlich von Pettit.
Der Krater ist tief, scharfrandig, an den Innenhängen sind Spuren konzentrischer Rutschungen zu sehen und das Innere weist einen Zentralberg auf.
| Buchstabe | Position           | Durchmesser | Link |
| --------- | ------------------ | ----------- | ---- |
| A         | 30,06° S, 80,51° W | 10 km       |      |
| B         | 29,54° S, 80,34° W | 13 km       |      |
| C         | 26,32° S, 81,44° W | 10 km       |      |
| D         | 33,99° S, 80,22° W | 12 km       |      |

Der Krater wurde 1964 von der IAU nach dem russischen Astronomen Alexander Wassiljewitsch Krasnow offiziell benannt.